# Cissus blanchetiana
Cissus blanchetiana, também conhecido como uva-do-mato, é uma espécie de planta do gênero Cissus e da família Vitaceae. 

## Descrição
| Caule                                       | Caule                                      |
| ------------------------------------------- | ------------------------------------------ |
| forma e superfície                          | cilíndrico                                 |
| indumento dos ramo vegetativo e reprodutivo | com tricoma ramificado                     |
| gavinha                                     | dividida em padrão dicotômico muitas vezes |
| Folha                                       |                                            |
| padrão                                      | bipinada/tripinada                         |
| pecíolo                                     | cilíndrico peciólulo canaliculado          |
| divisão do limbo                            | inteiro/lobado                             |
| forma da lâmina                             | elíptica/ovada/sub cordiforme              |
| base da lâmina                              | cordada/cuneada/oblíqua/subcordada         |
| ápice da lâmina                             | acuminado/agudo/arredondado/obtuso         |
| Inflorescência                              |                                            |
| tipo                                        | umbeliforme                                |
| indumento do pedúnculo                      | glabro/viloso                              |
| Flor                                        |                                            |
| indumento do pedicelo                       | glabro                                     |
| forma do botão-floral                       | elipsoide                                  |
| corola                                      | amarela/creme/verde/verde - amarelado      |
| disco nectarífero                           | côncavo                                    |
| Fruto                                       |                                            |
| tipo                                        | baga                                       |
| forma                                       | botuliforme                                |
| Semente                                     |                                            |
| forma                                       | sub turbinada                              |
| lateralmente                                | arredondada                                |

## Taxonomia
A espécie foi descrita em 1887 por Jules Émile Planchon e Jules Émile Planchon. 
O seguinte sinônimo já foi catalogado:  
- Cissus fuscoferruginea  Kuhlm.

## Forma de vida
É uma espécie terrícola e trepadeira. 

## Conservação
A espécie faz parte da Lista Vermelha das espécies ameaçadas do estado do Espírito Santo, no sudeste do Brasil. A lista foi publicada em 13 de junho de 2005 por intermédio do decreto estadual nº 1.499-R. 

## Distribuição
A espécie é encontrada nos estados brasileiros de Bahia, Ceará, Espírito Santo, Minas Gerais, Pernambuco e Sergipe. 
A espécie é encontrada nos  domínios fitogeográficos de Caatinga e Mata Atlântica, em regiões com vegetação de áreas antrópicas, caatinga, mata ciliar, floresta estacional semidecidual e floresta ombrófila pluvial.